# Карманкасы (Шатьмапосинское сельское поселение)
Карманкасы́ (чув. Карманкасси) — деревня в Моргаушском районе Чувашской Республики. Входит в состав Шатьмапосинского сельского поселения.

## География
Находится в северо-западной части Чувашии, на расстоянии приблизительно 12 км на юго-восток по прямой от районного центра села Моргауши.

## История
Известна с 1858 года как околоток деревни Басаево (ныне Шор-Босай), когда в ней было 74 жителя. В 1906 году здесь было учтено 16 дворов и 73 жителя, в 1926 — 17 дворов и 80 жителей, в 1939 — 68 жителей, в 1979 — 61. В 2002 году было 16 дворов, в 2010 — 14 домохозяйств. В 1931 году был образован колхоз им. Свердлова, в 2010 действовал «Агрофирма им. Мичурина».

## Население
Постоянное население составляло 37 человек (чуваши 100 %) в 2002 году, 47 — в 2010.